# Hanna Tibell
Hanna Maria Tibell, född 2 augusti 1971 i Vaksala församling, Uppsala län, är riksspelman på hälsingelåtar. Hon blev riksspelman 1993 och har studerat vid Malungs Folkhögskola och Musikhögskolan i Malmö (fyraårig folkmusikalisk pedagogisk utbildning). Läromästare och förebilder är O'tôrgs-Kaisa Abrahamsson och Gällsbo Emil Olsson. Hon ger konserter och spelar gärna till dans, solo eller med olika konstellationer som Hanna & Karin, De Tre, Duo Tibell/Skrobe, Worchestra och O'tôrgs Kaisas trio. 

## Diskografi
- 2000 – Utflykten (CD, med Karin Ohlsson)
- 2002 – Ur gamla källor (CD, med O'tôrgs-Kaisa Abrahamsson, medv. på 4 låtar)
- 2006 – Solo (CD)